# Sweden Hockey Games 2017
Sweden Hockey Games 2017, se jménem sponzora LG Hockey Games 2017, byl turnaj, který se po dvou sezónách vrací v rámci série Euro Hockey Tour 2016/2017 a probíhal od 9. do 12. února 2017. Zápas mezi ruskou a finskou hokejovou reprezentací proběhl ve Sportovním komplexu Jubilejnyj v Petrohradě, ostatní zápasy turnaje proběhly v hale Scandinavium ve švédském Göteborgu. Obhájcem prvenství z posledního ročníku (2014) byla finská hokejová reprezentace.
Z vítězství na turnaji se radovali ruští hokejisté, kteří na turnaji triumfovali po devíti letech a celkově v historii turnaje počtvrté.

## Zápasy
| 9. února 2017 17:30 SEČ | Rusko | 2 : 1 (0:0, 1:0, 1:1) | Finsko | Sportovní komplex Jubilejnyj, Petrohrad Návštěvnost: 6 778 |  |

| Zpráva                                         |                                                |             |                   |                                                                          |
| Igor Šesťorkin                                 | Igor Šesťorkin                                 | Brankáři    | Mikko Koskinen    | Rozhodčí: Pavel Hodek René Hradil Čároví: Jurij Ivanov Alexandr Nestěrov |
| Alexandr Kručinin 35:08 Anatolij Golyšev 58:34 | Alexandr Kručinin 35:08 Anatolij Golyšev 58:34 | 1:0 1:1 2:1 | 40:37 Olli Palola | Rozhodčí: Pavel Hodek René Hradil Čároví: Jurij Ivanov Alexandr Nestěrov |
| 8 min                                          | 8 min                                          | Tresty      | 12 min            | Rozhodčí: Pavel Hodek René Hradil Čároví: Jurij Ivanov Alexandr Nestěrov |
| 21                                             | 21                                             | Střely      | 24                | Rozhodčí: Pavel Hodek René Hradil Čároví: Jurij Ivanov Alexandr Nestěrov |

| 9. února 2017 19:15 SEČ | Česko | 2 : 5 (0:3, 1:0, 1:2) | Švédsko | Scandinavium, Göteborg Návštěvnost: 6 152 |  |

| Zpráva                                   |                                          |                             | |                                                                                    |
| Jakub Kovář Pavel Francouz (od 21. min.) | Jakub Kovář Pavel Francouz (od 21. min.) | Brankáři                    | Viktor Fasth                                                                                       | Rozhodčí: Anssi Salonen Lassi Heikkinen Čároví: Henrik Pihlblad Alexander Waldejer |
| Jan Kovář 25:04 Jan Kovář 57:40          | Jan Kovář 25:04 Jan Kovář 57:40          | 0:1 0:2 0:3 1:3 1:4 2:4 2:5 | 04:54 Dennis Everberg 09:17 J. Eriksson Ek 14:21 C. Klingberg 52:09 C. Klingberg 59:59 Calle Rosén | Rozhodčí: Anssi Salonen Lassi Heikkinen Čároví: Henrik Pihlblad Alexander Waldejer |
| 8 min                                    | 8 min                                    | Tresty                      | 8 min                                                                                              | Rozhodčí: Anssi Salonen Lassi Heikkinen Čároví: Henrik Pihlblad Alexander Waldejer |
| 19                                       | 19                                       | Střely                      | 22                                                                                                 | Rozhodčí: Anssi Salonen Lassi Heikkinen Čároví: Henrik Pihlblad Alexander Waldejer |

| 11. února 2017 12:00 SEČ | Finsko | 1 : 7 (0:2, 0:2, 1:3) | Česko | Scandinavium, Göteborg Návštěvnost: 1 468 |  |

| Zpráva                  |                         |                                 | |                                                                                     |
| Juha Metsola            | Juha Metsola            | Brankáři                        | Pavel Francouz | Rozhodčí: Linus Öhlund Andreas Harnebring Čároví: Ludvig Lundgren Andreas Malmqvist |
| Antti Erkinjuntti 45:40 | Antti Erkinjuntti 45:40 | 0:1 0:2 0:3 0:4 1:4 1:5 1:6 1:7 | 12:11 Lukáš Radil 14:25 Michal Vondrka 21:45 Michal Birner 38:11 Lukáš Kašpar 48:47 Michal Řepík 57:20 – Petr Holík 59:10 Lukáš Radil | Rozhodčí: Linus Öhlund Andreas Harnebring Čároví: Ludvig Lundgren Andreas Malmqvist |
| 4 min                   | 4 min                   | Tresty                          | 10 min | Rozhodčí: Linus Öhlund Andreas Harnebring Čároví: Ludvig Lundgren Andreas Malmqvist |
| 22                      | 22                      | Střely                          | 33 | Rozhodčí: Linus Öhlund Andreas Harnebring Čároví: Ludvig Lundgren Andreas Malmqvist |

| 11. února 2017 15:30 SEČ | Švédsko | 2 : 4 (1:2, 1:1, 0:1) | Rusko | Scandinavium, Göteborg Návštěvnost: 10 347 |  |

| Zpráva                                    |                                           |                         |                                                                                      |                                                                                   |
| Anders Lindbäck                           | Anders Lindbäck                           | Brankáři                | Ilja Sorokin                                                                         | Rozhodčí: Anssi Salonen Lassi Heikkinen Čároví: Daniel Persson Alexander Waldejer |
| Oscar Fantenberg 16:20 A. Bergström 39:00 | Oscar Fantenberg 16:20 A. Bergström 39:00 | 0:1 1:1 1:2 2:2 2:3 2:4 | 14:18 Kirill Kaprizov 16:27 Maxim Karpov 39:38 Kirill Kaprizov 47:56 Kirill Kaprizov | Rozhodčí: Anssi Salonen Lassi Heikkinen Čároví: Daniel Persson Alexander Waldejer |
| 35 min                                    | 35 min                                    | Tresty                  | 16 min                                                                               | Rozhodčí: Anssi Salonen Lassi Heikkinen Čároví: Daniel Persson Alexander Waldejer |
| 45                                        | 45                                        | Střely                  | 22                                                                                   | Rozhodčí: Anssi Salonen Lassi Heikkinen Čároví: Daniel Persson Alexander Waldejer |

| 12. února 2017 12:00 SEČ | Rusko | 4 : 2 (1:0, 1:2, 2:0) | Česko | Scandinavium, Göteborg Návštěvnost: 1 234 |  |

| Zpráva                                                                      |                                                                             |                         |                                    |                                                                                  |
| Ilja Samsonov                                                               | Ilja Samsonov                                                               | Brankáři                | Pavel Francouz                     | Rozhodčí: Linus Öhlund Andreas Harnebring Čároví: Daniel Persson Ludvig Lundgren |
| Sergej Šumakov 11:40 Anatolij Golyšev 35:29 M.Šalunov 46:23 M.Šalunov 54:14 | Sergej Šumakov 11:40 Anatolij Golyšev 35:29 M.Šalunov 46:23 M.Šalunov 54:14 | 1:0 1:1 1:2 2:2 3:2 4:2 | 21:31 Radan Lenc 31:25 Lukáš Radil | Rozhodčí: Linus Öhlund Andreas Harnebring Čároví: Daniel Persson Ludvig Lundgren |
| 8 min                                                                       | 8 min                                                                       | Tresty                  | 8 min                              | Rozhodčí: Linus Öhlund Andreas Harnebring Čároví: Daniel Persson Ludvig Lundgren |
| 18                                                                          | 18                                                                          | Střely                  | 29                                 | Rozhodčí: Linus Öhlund Andreas Harnebring Čároví: Daniel Persson Ludvig Lundgren |

| 12. února 2017 15:30 SEČ | Švédsko | 2 : 3 (1:0, 0:2, 1:1) | Finsko | Scandinavium, Göteborg Návštěvnost: 9 123 |  |

| Zpráva                             |                                    |                     |                                                                           |                                                                                     |
| Viktor Fasth                       | Viktor Fasth                       | Brankáři            | Mikko Koskinen                                                            | Rozhodčí: Sergej Morozov Pavel Ovčinnikov Čároví: Andreas Malmqvist Henrik Pihlblad |
| Johan Ryno 08:04 Philip Holm 50:53 | Johan Ryno 08:04 Philip Holm 50:53 | 1:0 1:1 1:2 1:3 2:3 | 24:33 Veli-Matti Savinainen 33:49 Jarno Kärki 49:24 Veli-Matti Savinainen | Rozhodčí: Sergej Morozov Pavel Ovčinnikov Čároví: Andreas Malmqvist Henrik Pihlblad |
| 16 min                             | 16 min                             | Tresty              | 18 min                                                                    | Rozhodčí: Sergej Morozov Pavel Ovčinnikov Čároví: Andreas Malmqvist Henrik Pihlblad |
| 36                                 | 36                                 | Střely              | 20                                                                        | Rozhodčí: Sergej Morozov Pavel Ovčinnikov Čároví: Andreas Malmqvist Henrik Pihlblad |

## Tabulka
| Poř. | Tým     | Z | V | VP | PP | P | VG | OG | B |
| ---- | ------- | - | - | -- | -- | - | -- | -- | - |
| 1.   | Rusko   | 3 | 3 | 0  | 0  | 0 | 10 | 5  | 9 |
| 2.   | Česko   | 3 | 1 | 0  | 0  | 2 | 11 | 10 | 3 |
| 3.   | Švédsko | 3 | 1 | 0  | 0  | 2 | 9  | 9  | 3 |
| 4.   | Finsko  | 3 | 1 | 0  | 0  | 2 | 5  | 11 | 3 |